# كليف بلات
كليف بلات (بالإنجليزية: Clive Platt)‏ (27 أكتوبر 1977 بولفرهامبتن في المملكة المتحدة - ) هو لاعب كرة قدم بريطاني في مركز الهجوم. لعب مع كوفنتري سيتي وكولتشستر يونايتد وميلتون كينز دونز ونادي بوري ونادي والسول ونوتس كاونتي ونادي بيتربورو يونايتد ونادي نورثامبتون تاون ونادي روتشديل.

## وصلات خارجية
- كليف بلات على موقع قاعدة بيانات كرة القدم.إي يو (الإنجليزية)
- كليف بلات على موقع Soccerbase.com (لاعب) (الإنجليزية)
- كليف بلات على موقع Soccerway.com (الإنجليزية)
- كليف بلات على موقع عالم كرة القدم.نت (الإنجليزية)